# 第一代諾思克利夫子爵艾爾弗雷德·哈姆斯沃思
第一代諾思克利夫子爵艾爾弗雷德·哈姆斯沃思（英語：Alfred Harmsworth, 1st Viscount Northcliffe，1865年7月15日—1922年8月4日）通稱北巖爵士（Lord Northcliffe），是英国现代新闻事业奠基人，由于他的巨大影响力和性格，也被称作“舰队街的拿破仑”。主要贡献有：创办《回答》周刊、《每日邮报》，改组《新闻晚报》、《泰晤士报》等。一战期间曾担任英国对敌宣传总监，主持对德国的战争宣传。主张用通俗易懂的语言编写新闻，花重金雇用名记者。

## 早期经历
艾爾弗雷德·哈姆斯沃思出生于爱尔兰都柏林附近恰佩利佐德(Chapelizod)一个律师家庭，1867年随家人移居伦敦。
中学阶段担任过校刊编辑并时常向杂志投稿，17岁成为《青年》杂志的助理编辑。1870年英国教育法案的通过使受教育人士的数量大为增长，这时的哈姆斯沃思认识到是时候创办一份大众刊物了。他的第一份刊物《问答》周刊创办于1888年6月2日，主要内容为通俗知识，阅读对象是广大的人民群众。受《妇女画报》中《回答读者书》这一栏目的影响，他与胞弟哈罗德·哈姆斯沃思开办猜奖栏目，凡猜中英格兰银行所存金银数的读者可获得每周一磅的奖金。该栏目影响巨大，甚至成为伦敦市民街头议论的焦点。《问答》周刊的销量也高达100万每周，以此为跳板，阿尔费雷德又创办了《滑稽选辑》、《勿忘我》、《甜蜜的家》、《园旗》等一系列杂志。1894年8月，阿尔费雷德买下《新闻晚报》，主要通过开设体育、警察局新闻，增加图片，使语言更加通俗等方式吸引大众，该报纸取得较大成功。

## 创办每日邮报
影响艾爾弗雷德·哈姆斯沃思的第一个杰出成就乃是1896年5月4日创办《每日邮报》，在创办报纸前的三个月时间内，哈姆斯沃思每天刊出一份样刊，并大量刊登广告。他注意到，当时英国的报纸大多针对有闲阶级，内容比较冗长，定价也高。于是他就大力宣传他的报纸“这是忙人的报纸，穷人的报纸”，“只卖半便士的便士报”。报中的新闻效仿美国报纸，同样也主题明确，节奏快捷。同时在内容又大力迎合社会需求，报道法庭消息、体育新闻、股票行情、政治漫谈、世界舆论摘要、社交新闻、科技发明、妇女园地等内容。同时哈姆斯沃思又加大营销力度，用火车将报纸运到外地，扩大影响力与销量。《每日邮报》这些适应社会的做法取得巨大收获，创刊号发行量就达到39万份，1900年前后达到100万份，一度影响到《泰晤士报》的生存。

## 成立报团
随着艾爾弗雷德·哈姆斯沃思1903年成立《每日镜报》、1905年收购《观察家报》，他掌控的报纸已经形成了一个初具规模的报团。然而真正具有重大意义的事件是1908年收购著名的《泰晤士报》。当时，该报由于经营不善，发行量仅剩可怜的4万。阿尔费雷德通过采购新式印刷机、打字机等方式改进版面；通过雇佣推销员走上街头推销改善营销；通过提高编辑、记者待遇，让重要管理层参与分红等方式调动员工积极性；通过缩短文章长度，用词更加简洁增加内容可读性。在他的努力下，泰晤士报的发行量于1914年恢复到15万。等到他1909年创办《每日写真报》,1912年创办《每日先驱报》，哈姆斯沃思的报团得到进一步扩张。